# Священный отряд (Карфаген)
Свяще́нный отря́д (др.-греч. ἱερὸς λόχος) — название, используемое Диодором Сицилийским применительно к пехотному подразделению карфагенской армии, сформированному из полноправных граждан Карфагена. Отдельные фрагменты в трудах других древнегреческих авторов также могут интерпретироваться как упоминание этого формирования. Высказывается предположение, что как минимум часть Священного отряда могла составлять конница.

## История
Уже на ранних этапах истории Карфагена его армия включала контингенты наёмников-иностранцев, однако ядро войска — как пешего, так и конного — состояло из воинов смешанного ливийско-финикийского происхождения.
Рассказывая о битве при Кримиссе (341 или 339 год до н. э.), Диодор Сицилийский указывает численность Священного отряда в «двадцать пять сотен» и поясняет, что в него входили те граждане, «которые были отобраны за доблесть и доброе имя, а также за богатство». Все они «пали после отважной борьбы» против войск Тимолеонта.
Плутарх в описании той же битвы исчисляет количество карфагенских граждан в 10 000 человек, которых греки узнали «по богатству вооружения, медленной поступи и строгому порядку в рядах», а их потери оценивает в 3000, причём «ни знатностью рода, ни богатством, ни славою никто не мог сравниться с погибшими». Высокое положение павших воинов доказывали и богатейшие трофеи, захваченные греками.
В следующий раз Диодор Сицилийский упоминает Священный отряд применительно к походу Агафокла в Африку (310—307 годы до н. э.). В битве при Белом Тунисе Агафокл со своими телохранителями сражался впереди левого крыла греков против 1000 гоплитов Священного отряда, возглавляемых одним из карфагенских военачальников, Ганноном. Карфагеняне бились отважно, однако после гибели своего командира и решения второго карфагенского военачальника, Бомилькара, отвести остальную часть войска Священный отряд тоже вынужден был отступить.
Достоверно неизвестно, продолжил ли Священный отряд существование в более поздние эпохи, однако и в Первую Пуническую войну упоминается «фаланга карфагенян» (противопоставляемая наёмным войскам), которая успешно сражалась под командованием Ксантиппа против римлян.
Во время масштабного восстания наёмников Карфаген также вынужден был набрать войска из числа граждан. Возможно, при необходимости армия, состоявшая из призывников и наёмников, формировалась на базе Священного отряда, в котором на постоянной основе служил офицерский состав.

## Вооружение и боевые качества
Воины Священного отряда предположительно были вооружены и экипированы как гоплиты греческих полисов и эллинистических государств и сражались фалангой. Главным оружием в строю было копьё, а тело воина прикрывал щит, линоторакс или полноценная бронзовая кираса. На ногах воинов Священного отряда были поножи для защиты ног и упора для щита в построении. Плутарх (если принять версию, что речь у него идёт именно о Священном отряде) упоминает об огромных белых щитах, железных панцирях и медных шлемах.
И Плутарх, и Диодор Сицилийский отмечают храбрость, стойкость и хорошую выучку карфагенян. При Кримиссе их неудачу связывают с сильным ветром, ливнем и градом, бившими в лицо воинам, и вышедшей из берегов рекой, которая оказалась у них в тылу. При Белом Тунисе фатальную роль сыграла гибель командира, сражавшегося в первых рядах, вскоре после начала битвы и действия Бомилькара, который из собственных честолюбивых планов решил выйти из боя.

## В массовой культуре
- Rome: Total War и Total War: Rome II